# Matthew Best
Matthew Best (* 6. Februar 1957 in Farnborough, Kent; † 10. Mai 2025) war ein britischer Opernsänger (Bass) und Dirigent.

## Leben
Matthew Best gründete im Alter von  16 Jahren die Corydon Singers. Unter seiner Leitung fand der Chor große Beachtung. Neben seinem Engagement als Chorleiter arbeitete Best auch als Orchester-Dirigent. Seit 1985 fungierte er als Gastdirigent des English Chamber Orchestras. Ein Schwerpunkt seiner CD-Aufnahmen sind geistliche Werke von Anton Bruckner.
Best war auch ein gefragter Opernsänger, ausgebildet von Otakar Kraus. In den Jahren 1982 bis 1986 sang er etliche Bass-Partien an der Londoner Covent Garden Opera, wo er auch 1989 in Luciano Berios Un re in ascolto mitwirkte, und gastierte 1986 mit Hans Werner Henzes The English Cat u. a. an der Alten Oper in Frankfurt am Main. Den Pizarro in Ludwig van Beethovens Fidelio sang er 1994 beim Edinburgh Festival und 1996 beim Lincoln Center Festival in New York.

## Diskografie (Auswahl)
- Matthew Best, Corydon Singers, Bruckner: Motets – CD: Hyperion CDA66062, 1982
- Matthew Best, Corydon Singers, English Chamber Orchestra wind ensemble, Bruckner: Mass in E minor, Libera me, Zwei Aequale – CD: Hyperion CDA66177, 1985
- Matthew Best, Corydon Singers, English Chamber Orchestra, Bruckner: Requiem, Psalms 112 & 114 – CD: Hyperion CDA66245, 1987
- Matthew Best, Corydon Singers & Orchestra, Bruckner: Mass in F minor, Psalm 150 – CD: Hyperion CDA66599, 1992
- Matthew Best, Corydon Singers & Orchestra, Bruckner: Mass in D minor, Te Deum – CD: Hyperion CDA 66650, 1993